# Pagida
Pagida es un género de arañas cangrejo de la familia Thomisidae. Se distribuye por el continente asiático.

## Especies
- Pagida minuta Benjamin & Clayton, 2016
- Pagida pseudorchestes (Thorell, 1890)
- Pagida salticiformis (O. P.-Cambridge, 1883)